# دوون (هنرپیشه)
دِوون (به انگلیسی: Devon) (با نام اصلی: کریستی ماری لیزا) یکی از مشهورترین هنرپیشگان فیلم‌های پورنوی آمریکایی است.

## شغل پورن و بازیگری
او اولین تاخت وتازش را درصنعت ساخت فیلم‌های پورن بابازی درفیلم نیو برید (New Breed) در سال ۱۹۹۸ شروع کرد. ساخت این فیلم بلافاصله پس از آن شروع شد که وی با مراجعه به دفتر کمپانی وی وید (VIVID Entertainment) اعلام کرد که می‌خواهد تبدیل به یک ستاره بشود. او همچنین عکسهایش را در مجله تخصصی مردانه استاف(stuff) منتشر کرد. او همچنین در (ژانویه سال ۲۰۰۱) دختر برگزیده ماه از طرف مجله پنت هاوس (Penthouse) شد.

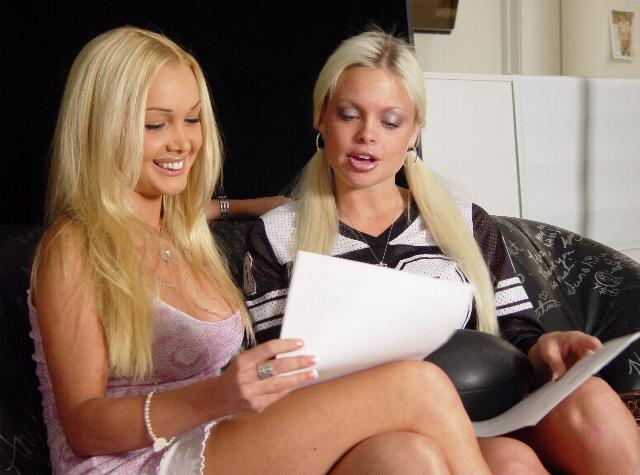
پیش از فیلم‌برداری در کنار جسی جین در حال خواندن فیلمنامه، ۲۰۰۳

پس از پایان قراردادش با شرکت (وی وید) با شرکت دیجیتال پلی گراندقرارداد امضاء کرد. در سال ۲۰۰۴ دراولین فیلم تولید شده با کیفیت اچ‌دی دی‌وی‌دی. ظاهر شد نام فیلم جزیره تبدار۳ (Island Fever3) بود. فیلم درتاهیتی (Tahiti) و بورابورا (Bora Bora) فیلمبرداری شد. در سال ۲۰۰۵ در اولین فیلم سکس مقعدیش (Anal Sex) با بیش از ۳۵ ستاره مرد همبازی شد. نام فیلم سرمست (Intoxicated) بود.

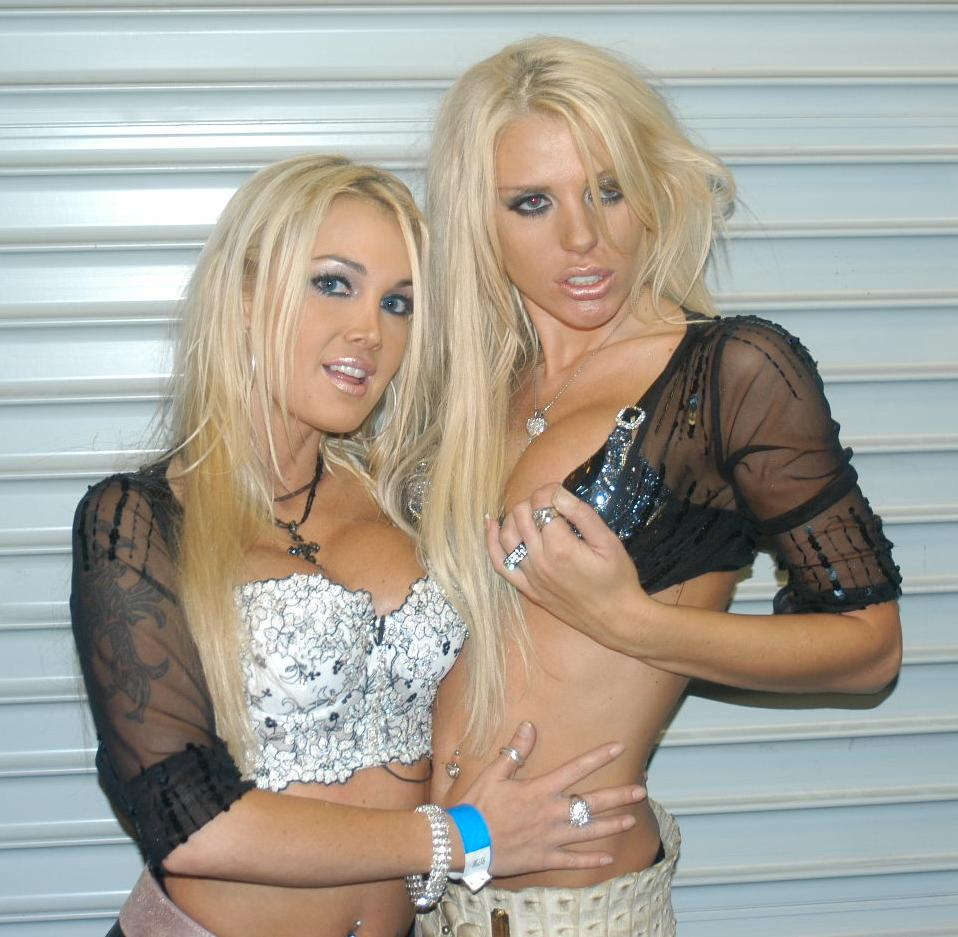
دوون (چپ) به همراه تاونی روبرتز (راست) در سال ۲۰۰۵

در (۳۱ ژوئیه ۲۰۰۵) در سریال شبکه اچ. بی. او (HBO) با نام دوستان (Entourage) در قسمت من هم دوستت دارم (I love you too) درنقش خودش حاضرشد. در همان سال در فیلم پورن دزدان دریائی بازی‌کرد. دِوون همچنین در برنامه شبکه ام تی وی (MTV) با نام پیمپ مای راید (Pimp My Ride) حضور یافت.
دوون در سپتامبر ۲۰۰۵ شرکت دیجیتال پلی گراند را ترک کرد و در (ژانویه سال ۲۰۰۶)با شرکت جدیدی به نام استای سی موبایل(Ecstasy Mobile). قرارداد امضاء کرد. درمارچ همان سال قراردادی با شرکت فیلم‌سازی بلاک کت (Black Kat Productions) امضاء کرد که هیچ فیلمی با دوون نساخت. پس از آن در (اکتبر ۲۰۰۶) دوون شرکت فیلمسازی خودش را تأسیس کرد. وهمزمان با شرکت فیلمسازی شین ورلد(Shane's World) برای بازیگری وکارگردانی فیلم قرارداد امضاء کرد. او کارگردانی را برای شرکت شین در ماه آوریل ۲۰۰۷ شروع کرد. نام فیلم دوون داز باجا ((Devon Does Baja. دوون روابطش با شرکت (شین) را پس از برخورد زشت یکی از هنرپیشگان مرد پورنو با وی قطع‌کرد.

## زندگی شخصی
در سال ۲۰۰۵ مدتی معشوقهٔ (دنی تینگ) مالک چینی – آمریکایی مؤسس شرکت اجاره فیلم‌های جنسی بود.

## جوایز
- برگزیده مجله پنت هاوس برای ماه ژانویه ۲۰۰۱
- ۲۰۰۱. جشنواره AVN برگزیده بهترین فیلم دی وی دی برای فیلم سکس مجازی با دوون (virtual sex with Devon)
- ۲۰۰۱. جشنواره امپایر(EMPIRE): برگزیده بهترین فیلم دی وی دی برای فیلم سکس مجازی با دوون (virtual sex with Devon).
- ۲۰۰۱. جشنواره AFW: برگزیده بهترین فیلم دی وی دی برای فیلم سکس مجازی با دوون (virtual sex with Devon).
- ۲۰۰۵. جشنواره AVN: بهترین فیلم تولید شده با فناوری تصویر وضوح بالا (HD) برای فیلم جزیره تب دار۳.
- ۲۰۰۵. جشنواره نایت مار: برنده بهترین فیلم برای فیلم استریپ دوون.
- ۲۰۱۰. ورود به تالار ستارگان AVN.